# Le colonne lorenesi
Le colonne lorenesi, dette anche colonne leopoldine, sono imponenti strutture architettoniche, commissionate nel 1840 da Leopoldo II di Lorena, che punteggiano il paesaggio toscano con il loro carattere distintivo.

## Storia
Queste maestose colonne segnaletiche sono state erette per indicare le direzioni delle antiche "strade regie", testimoniando l'importanza storica e l'organizzazione logistica di queste vie di comunicazione.
Le colonne lorenesi sono un'imponente eredità dell'amministrazione illuminata di Pietro Leopoldo, che intraprese una serie di interventi volti a modernizzare e migliorare il territorio toscano nel XVIII secolo. Attraverso queste colonne, Leopoldo II continuò l'opera di suo padre, contribuendo alla creazione di un sistema di segnalazione stradale efficace e facilmente riconoscibile.
Oltre a fornire un punto di riferimento per i viaggiatori, le colonne lorenesi svolgevano anche un ruolo simbolico di legame tra le comunità toscane. Le loro imponenti strutture, spesso realizzate in pietra locale, rappresentano un simbolo tangibile di unificazione e progresso, sottolineando l'attenzione dedicata all'infrastruttura stradale da parte dell'amministrazione lorena.

## Località delle colonne lorenesi
Le colonne sono in totale 19 e sono situate a:
- Cortona (AR) 43°16′55.56″N 11°58′16.14″E

- Indicatore (AR) 43°28′55.65″N 11°48′00.51″E

- Arezzo 43°26′13.54″N 11°51′05.49″E

- Montalto (AR) 43°29′45.82″N 11°39′32.1″E

- San Francesco - Pelago (FI)43°46′32.41″N 11°26′44.51″E

- Empoli (FI) 43°43′12.31″N 10°55′49.53″E

- Capalle (FI) 43°50′15.91″N 11°07′54.21″E

- Montecarelli (FI) 44°02′33.17″N 11°15′32.55″E

- Galleno (FI) 43°46′18.38″N 10°43′16.9″E

- Orbetello (GR) 42°27′01.71″N 11°15′18.08″E

- Borgo Giannotti (LU) 43°51′11.17″N 10°30′26.89″E

- San Marcello Pistoiese (PT) 44°03′27.07″N 10°46′16.85″E

- Capostrada (PT) 43°57′16.77″N 10°54′04.86″E

- Pieve a Nievole (PT) 43°52′57.96″N 10°48′29.73″E

- Montarrenti (SI) 43°13′59.58″N 11°10′37.35″E

- Arbia (SI) 43°17′42.61″N 11°24′30.4″E

- San Marco (SI) 43°18′33.22″N 11°19′00.85″E

- Monteriggioni (SI) 43°23′33.38″N 11°13′08.5″E

- Grillo (SI) 43°19′49.82″N 11°33′10.33″E

## Galleria d'immagini

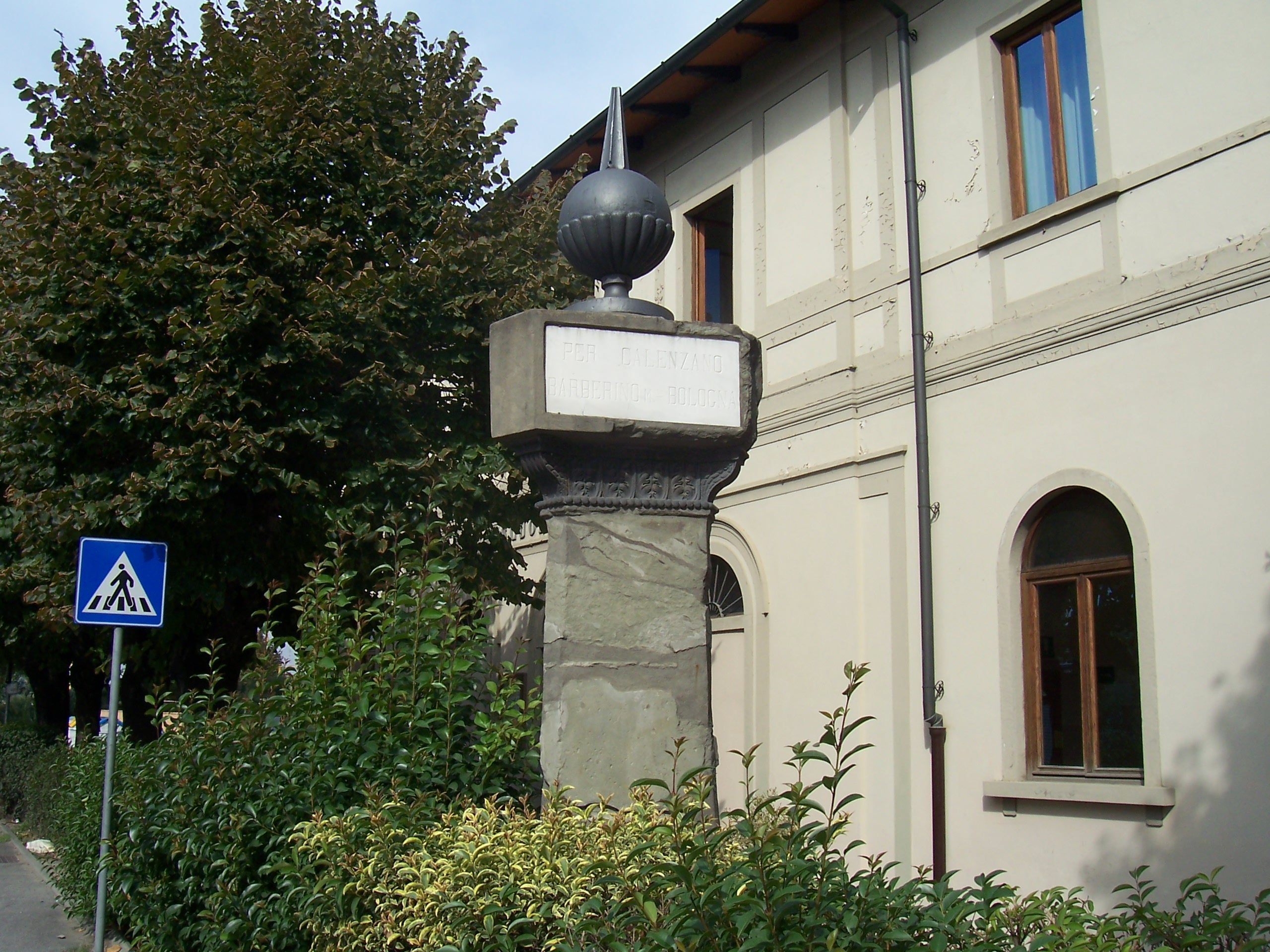
Capalle
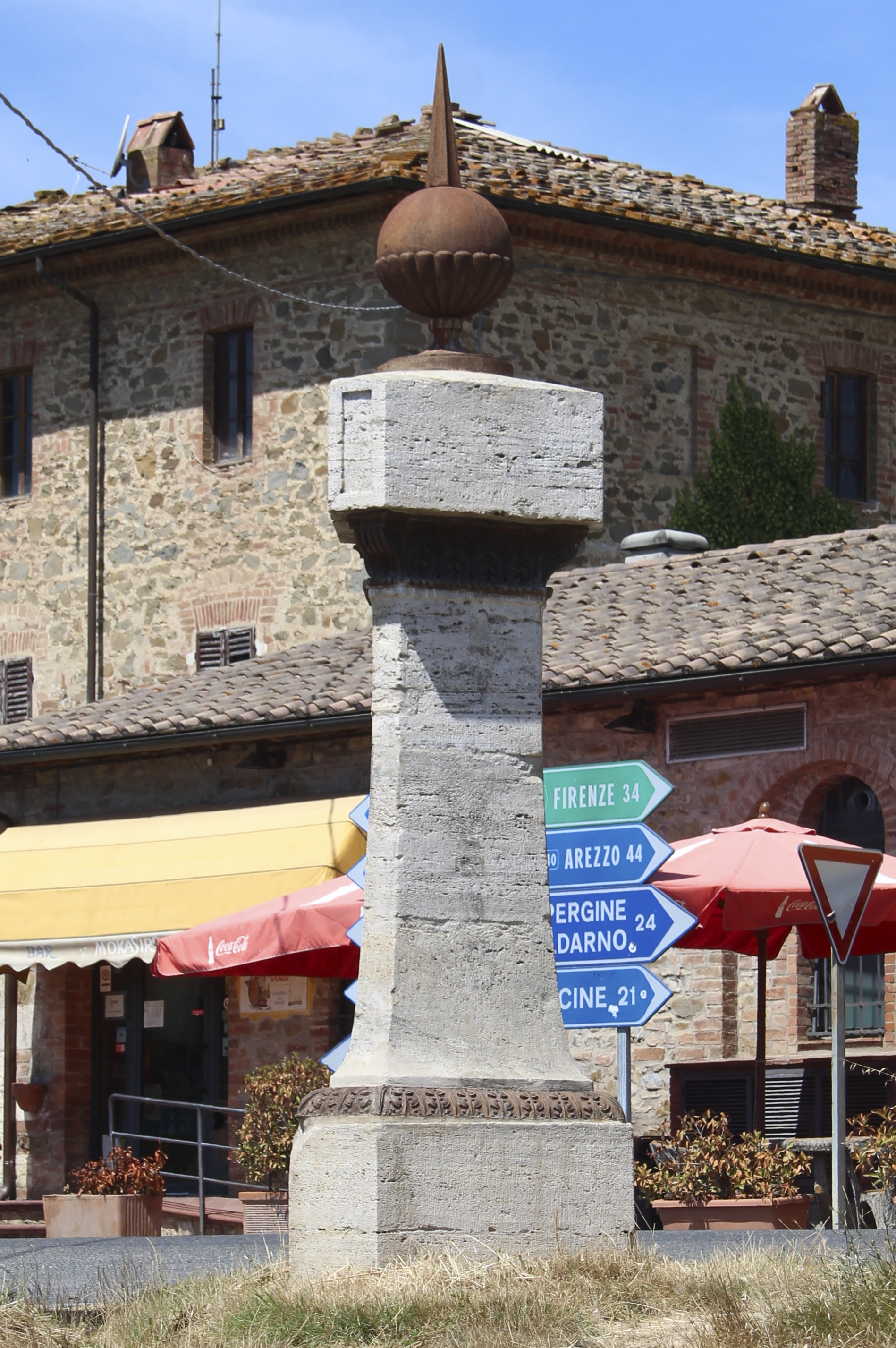
Colonna del Grillo
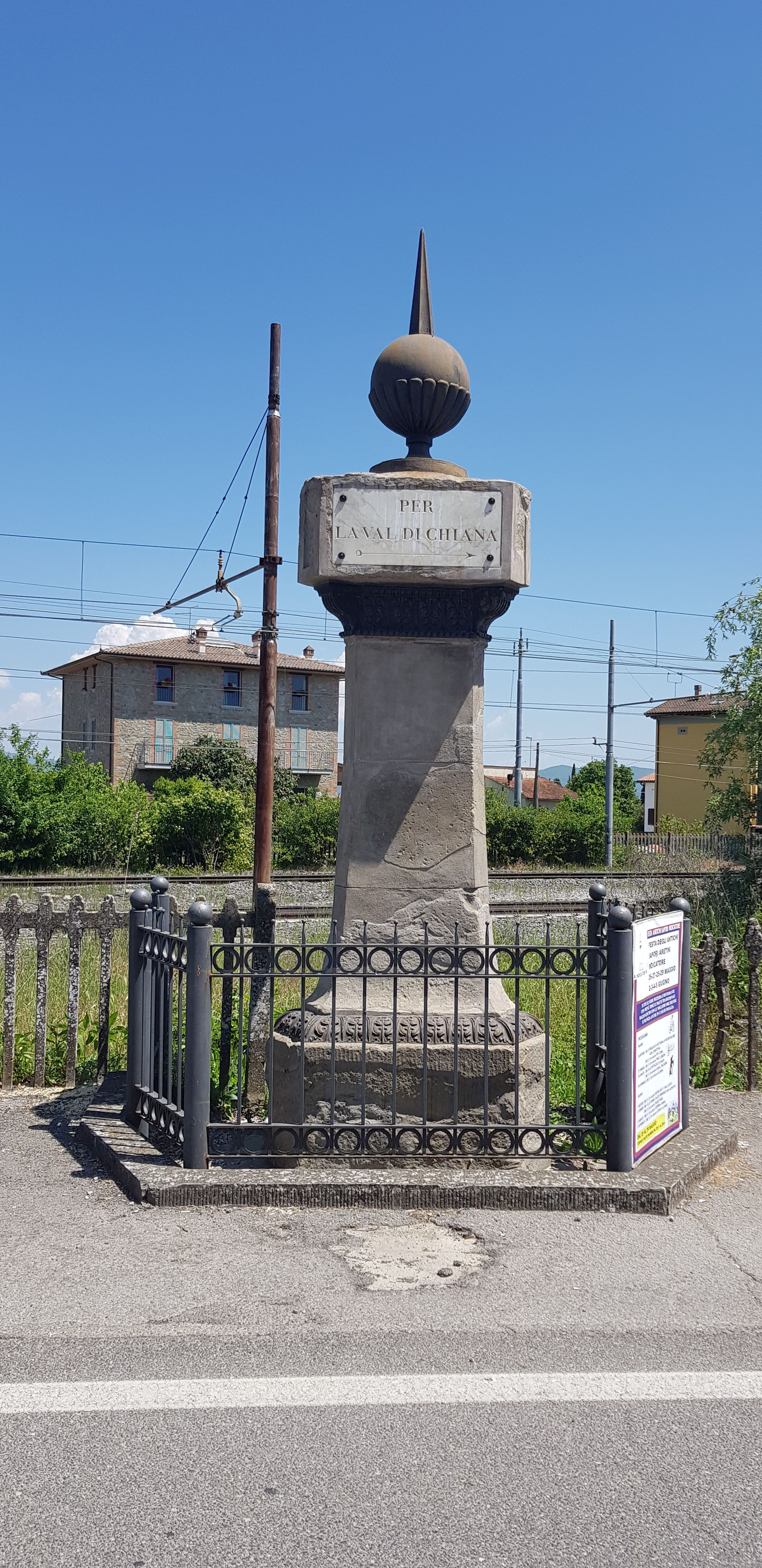
Indicatore
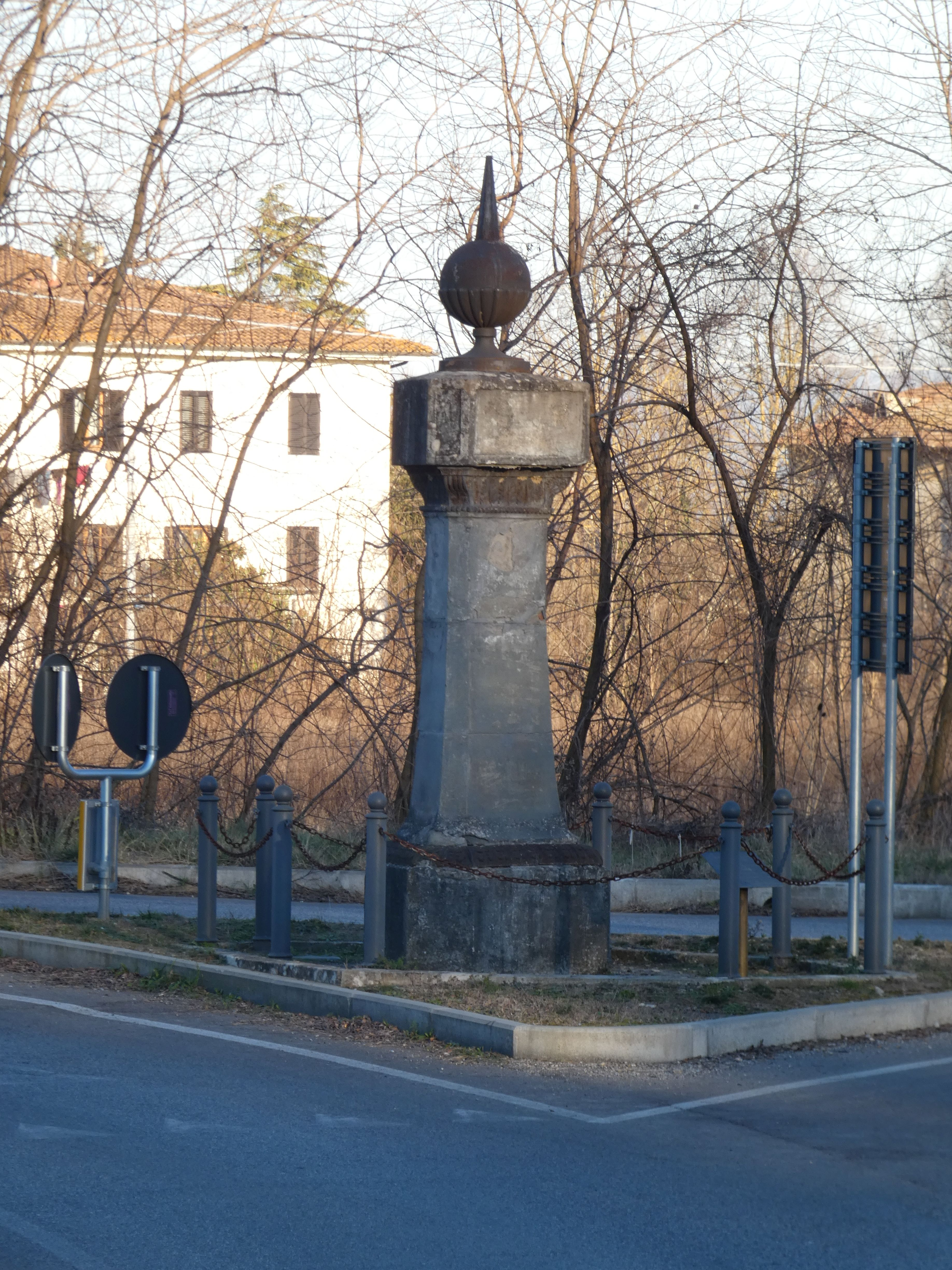
Montalto
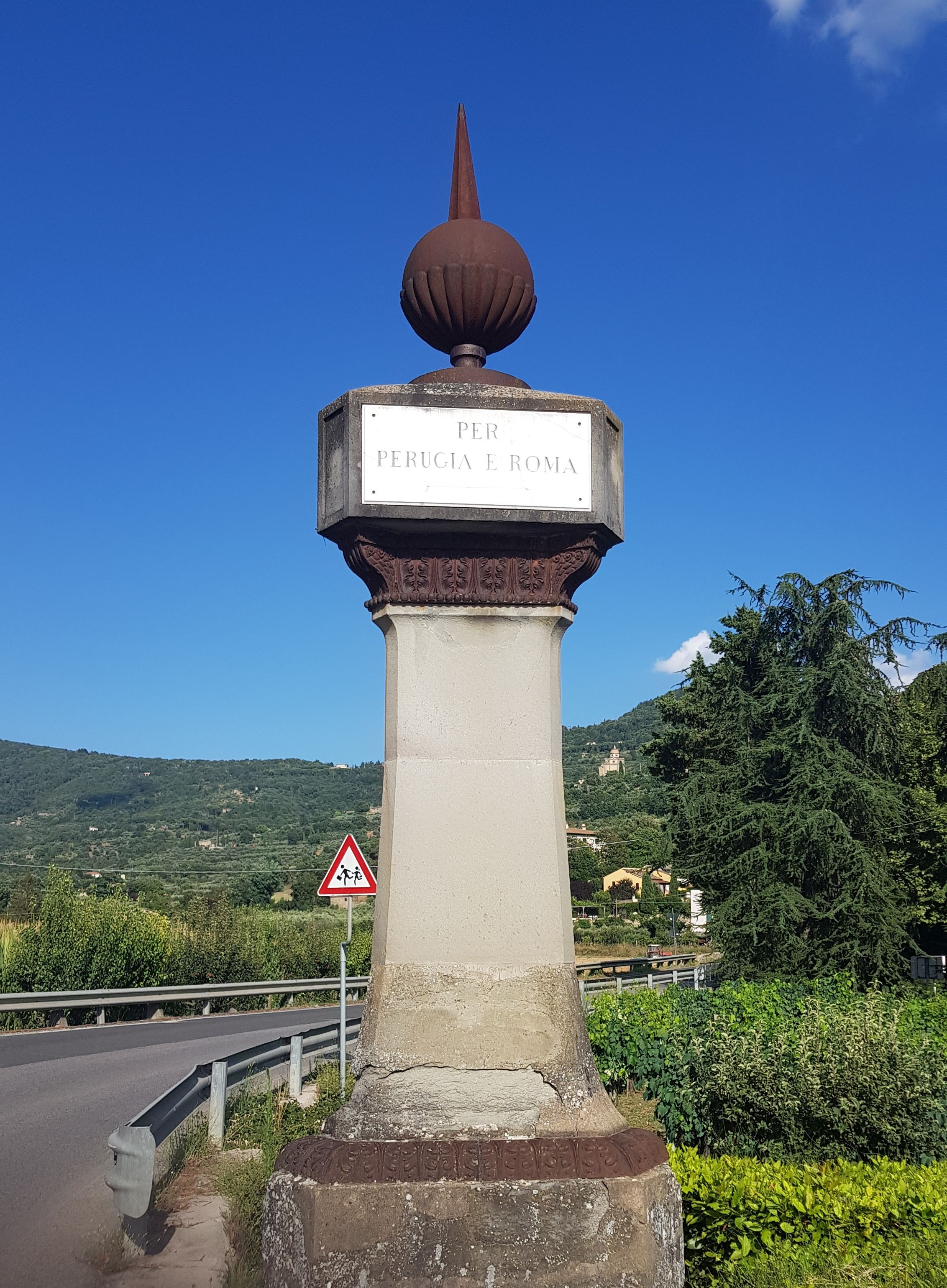
Cortona